# Implicatuur
Implicatuur is een onderdeel van de pragmatiek en van de zinssemantiek dat zich specifiek bezighoudt met de meest voor de hand liggende betekenis van taaluitingen, los van datgene wat letterlijk wordt verwoord. Het woord is overgenomen uit het Engels ('implicature') en is geïntroduceerd door de taalkundige Paul Grice (1913-1988).

## Functie
Het construeren van implicatuur is nodig om een zin informatief te maken en daardoor vaak ook een taalhandeling mogelijk te maken. Dit geldt voor alle deelnemers aan de discussie, dus zowel voor de spreker(s) als voor de toehoorder(s). Een bijkomende voorwaarde is dat spreker en toehoorder dezelfde implicatuur construeren. De spreker weet dat de toehoorder dit doet, of gaat hier zonder meer van uit.

## Soorten
De volgende soorten implicatuur worden onderscheiden:
- Conventionele implicatuur: hierbij is geen sprake van het doorbreken van maximes. De conventionele implicatuur is standaard aanwezig in elke vorm van taaluiting. Een voorbeeld is de zin Hij is oud maar gezond; de conventionele implicatuur van deze zin is "Hoewel hij oud is, is hij toch gezond".  De conventionele implicatuur van de zin Ik at wat van de taart is "Ik heb niet de héle taart opgegeten".
- Conversationele implicatuur: hierbij omzeilt de spreker een bepaald maxime door aan een taaluiting een impliciet verwoorde extra betekenis te geven. Vaak is in dit geval eveneens sprake van bepaalde stijlfiguren, zoals ironie. Als de ene student bijvoorbeeld tegen de andere zegt Hij sprak in ieder geval Nederlands, in antwoord op de vraag Wat vond je van de gastdocent? geeft hij hiermee impliciet te kennen dat hij het college van deze docent niet als bijzonder verhelderend heeft ervaren.

## Voorbeelden
Een voorbeeld van implicatuur is te vinden in de zin: 
Zij kreeg een baby en trouwde.
De implicatuur hiervan is dat de genoemde persoon de baby al had vóórdat ze in het huwelijk trad. Strikt genomen kan deze zin echter net zo goed betekenen: "Zij trouwde eerst en kreeg daarna een baby". Alleen wordt deze laatste situatie gewoonlijk in andere bewoordingen weergegeven, bijvoorbeeld door het veranderen van de volgorde van  de zinsdelen: 
Zij trouwde en kreeg een baby.
Conversationele implicatuur kan er in bepaalde gevallen toe leiden dat een woord een nieuwe of aanvullende betekenis krijgt. Dit is bijvoorbeeld het geval met het Engelse voegwoord while, dat oorspronkelijk alleen "terwijl" betekende. Het heeft er een concessieve standaardbetekenis ("hoewel") bij gekregen, doordat het in veel contexten waarin het eigenlijk een temporeel verband aangaf tevens deze implicatuur had.

## Verwante begrippen
Tegenover de implicatuur staat de explicatuur, datgene wat expliciet gecommuniceerd wordt.
Implicatuur is niet hetzelfde als logica. Deze laatste discipline houdt zich o.a. bezig met presupposities, de manier waarop taaluitingen onderling samenhangen, elkaar wederzijds uitsluiten of juist niet, enz.